# 布地奈德/福莫特罗
布地奈德/福莫特罗，商品名信必可，是一种用于控制哮喘及慢性阻塞性肺病（COPD）的复方制剂。 其成分包含糖皮质激素布地奈德和长效β2一受体激动剂福莫特罗。通常不建议该药物用于治疗或急救支气管痉挛患者。一般采用吸入法使用该药物。
常见的副作用包括咽痛、流感、流涕及口腔真菌感染。 曾怀疑药物中长效β2一受体激动剂可能增加儿童哮喘患者死亡风险，但是在2017年相关怀疑被排除。 因此，这一复方制剂仅推荐给使用单一糖皮质激素吸入法无法控制病情的患者。 目前尚不明确孕妇用药是否安全， 用药后福莫特罗和布地奈德均在母乳中检出。
布地奈德最早在2006年被美国批准使用，被列入世界卫生组织基本药物标准清单，是医疗系统中最重要且安全的药物之一。也列入中华人民共和国国家基本药物目录。在2017年的美国，一支此药物的吸入器价格大约在30美元左右。 在2015年的英国，一支120吸的吸入器价格大约在35英镑左右。 在2016年，该药物是美国第77常见的处方药，被开出将近1000万份。

## 医疗使用
布地奈德/福莫特罗是一种包含吸入糖皮质激素/长效β2一受体激动剂（ICS/LABA）的复方制剂，被认为在控制哮喘上有一定效果。
对哮喘患者而言，布地奈德/福莫特罗在用于综合维持治疗和按需治疗时，其控制病情恶化的效果优于单独按需使用福莫特罗或特布他林。然而目前尚不明确如果仅把它用于维持治疗的情况下是否效果依然较好。
该复方药物在美国仅被批准用于哮喘及慢性阻塞性肺病的维持治疗。

### 规格

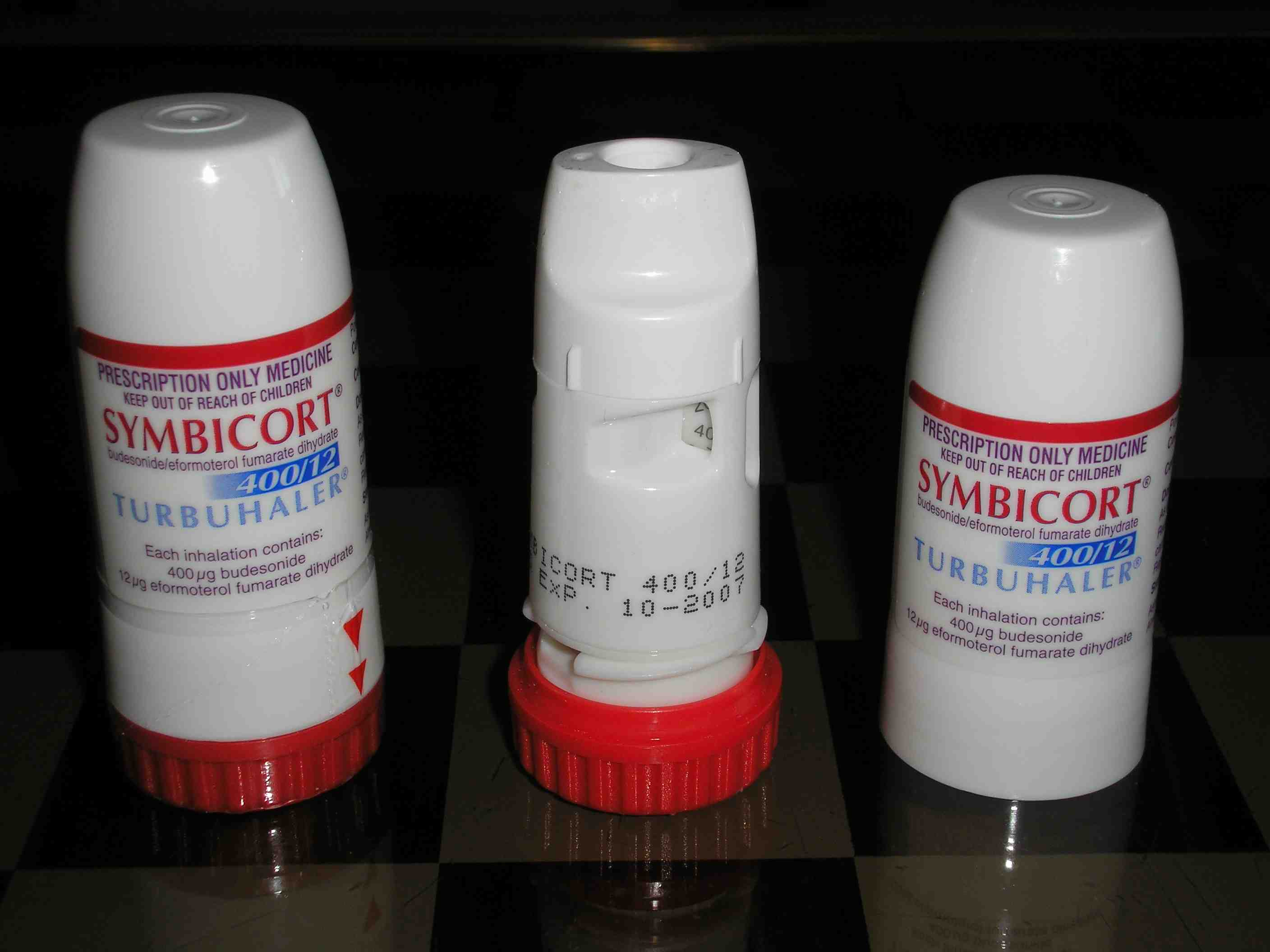
合上盖子的（左）和打开的（中间及右）信必可都保

在中国、欧盟、澳大利亚、加拿大、以色列、沙特阿拉伯等全世界大部分地区，信必可采用多剂量微量吸入器提供。其规格为每吸40/2.25、80/2.25、160/4.5、320/9（单位为微克，前者为布地奈德含量，后者为福莫特罗含量）。
信必可在美国使用使用计量吸入器，提供规格为每吸160/4.5和80/4.5两种。

## 禁忌
对于下列患者而言此药存在禁忌。
- 感染暂时无有效抗菌药物的体内真菌性疾病
- 有对制剂成分过敏（包含接触性皮炎）经历的患者（此药物吸入剂包含乳糖及少量牛乳蛋白质）
- 结核性疾病患者（原则上存在禁忌）

## 副作用

### 常见（每10人中少于1人）
- 轻度的口干
- 咳嗽
- 沙哑
- 口角炎（鹅口疮，用药后漱口可显著降低罹患概率）
- 头痛

轻度且伴随长期用药逐渐消失的症状：
- 心悸
- 震颤

### 偶见（每100人中少于1人）
- 紧张、焦虑、躁动
- 失眠
- 头晕
- 恶心
- 心跳过速
- 皮肤斑块
- 抽搐

### 罕见（每1000人中少于1人）
- 皮疹
- 瘙痒
- 支气管痉挛（用药后支气管立刻开始收缩，有概率为对此药物过敏，需立刻进行医疗处理）
- 低钾血症
- 心率不整

### 非常罕见（每10000人中少于1人）
- 抑郁
- 行为异常（多见于儿童）
- 胸痛
- 血糖升高
- 味觉异常
- 血压异常

### 其他
长期高剂量摄入时：
- 骨质疏松
- 白内障
- 青光眼
- 青少年发育不良
- 肾上腺功能低下

### 过敏反应
- 血管性水肿（脸部、唇部、舌头和/或舌头水肿，吞咽困难，寻麻疹，呼吸困难）
- 支气管痉挛（用药后突发强烈喘息和窒息。患者应当立即使用缓解药物）[11]

## 药理
福莫特罗作为一种长效β2一受体激动剂，其显著特征为吸入后能够快速产生效果并且长时间保持。在吸入一分钟后即表现出与短效β2一受体激动剂相同的效果。
同时，与沙美特罗/替卡松（50µg/250µg，商品名舒利迭）相比较，吸入后一分钟到三十分钟的时间段里服用信必可的患者的用力呼气量（FVC）更好。

## 销售
布地奈德/福莫特罗最早于2002年在瑞典开始销售。在2006年7月在美国获批。
现在该药物在全世界70余个国家获批，2005年其年销售额就已超10亿美元，至今年销售额约在37亿美元左右。
该药物有若干专利，其中部分专利已经失效。 该药物最早由阿斯利康制药销售。